# 佐藤國吉
佐藤 國吉（さとう くにきち、1917年11月16日 - 2002年6月18日）は海事実業家、元佐藤国汽船会長及び、元日本内航海運組合総連合会名誉会長。

## 人物・経歴
兵庫県神戸市生まれ、1941年（昭和16年）12月慶応義塾大学経済学部卒業。佐藤國汽船に入社、1964年（昭和39年）公団共有船主協会副会長就任、1966年（昭和41年）日本船主協会理事及び、海運造船合理化審議会専問委員就任。1968年（昭和43年）全日本内航船主海運組合会長就任。1972年（昭和47年）船員中央労働委員会委員就任。1973年（昭和48年）神戸海運業組合長就任及び、日本押船土運船協会会長就任。1975年（昭和50年）日本近海船主協同組合理事長就任。1991年（平成3年）11月勲二等瑞宝章受章。
2002年6月18日、心不全のため死去。